# الاشمونین
الاشمونین (به عربی: الأشمونین) یک روستا و محوطه باستانی در مصر است که در استان منیا واقع شده‌است.

## نگارخانه

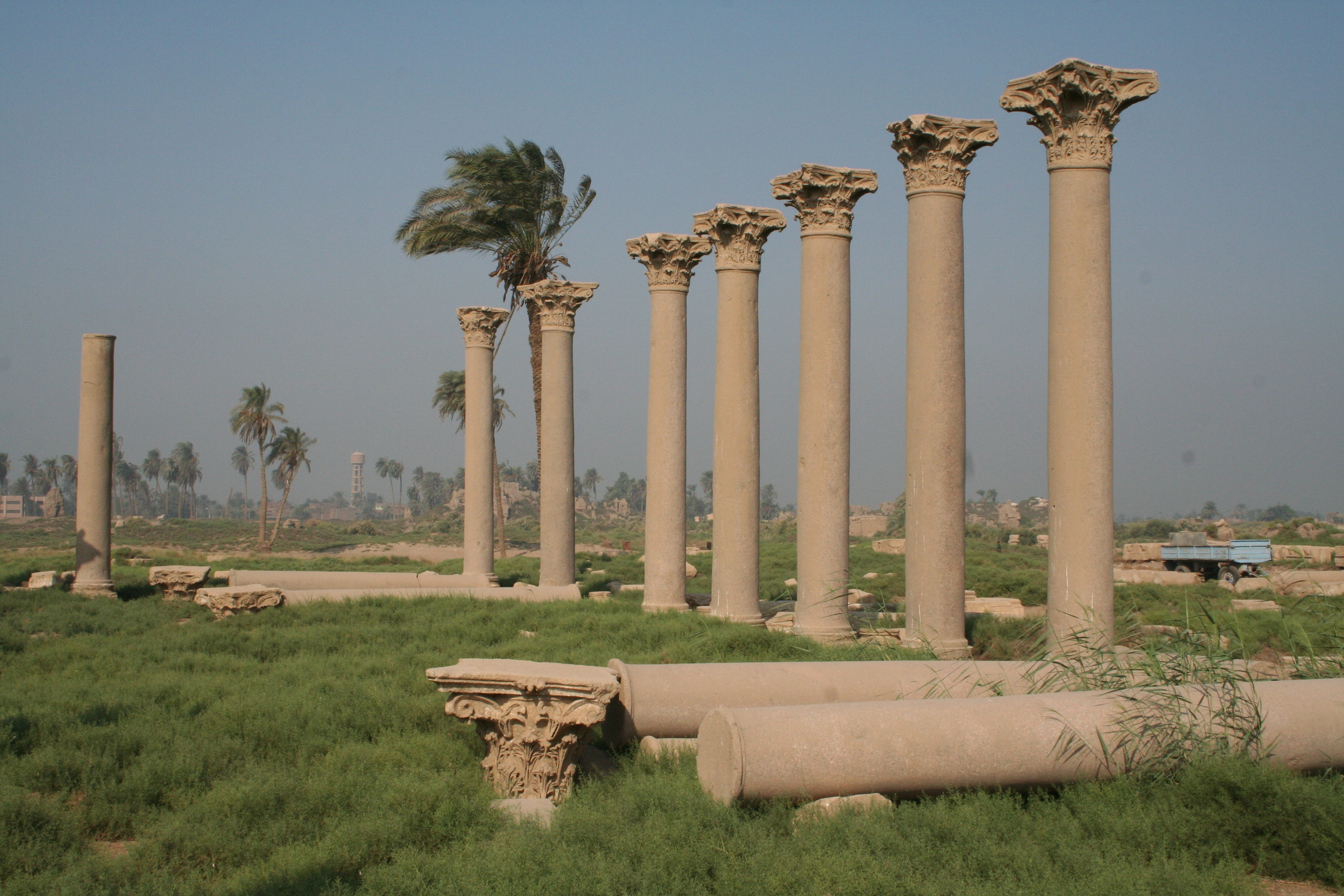
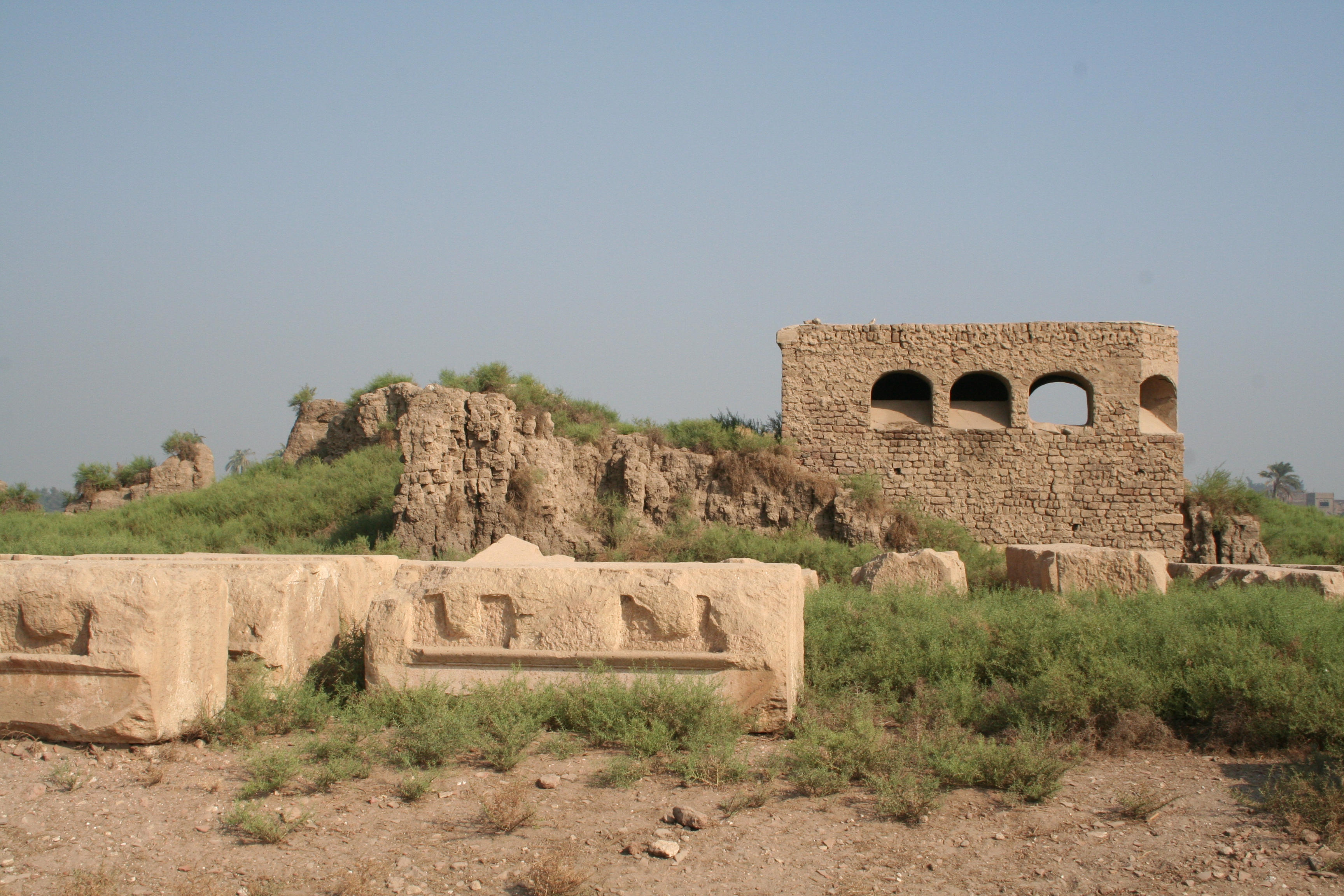
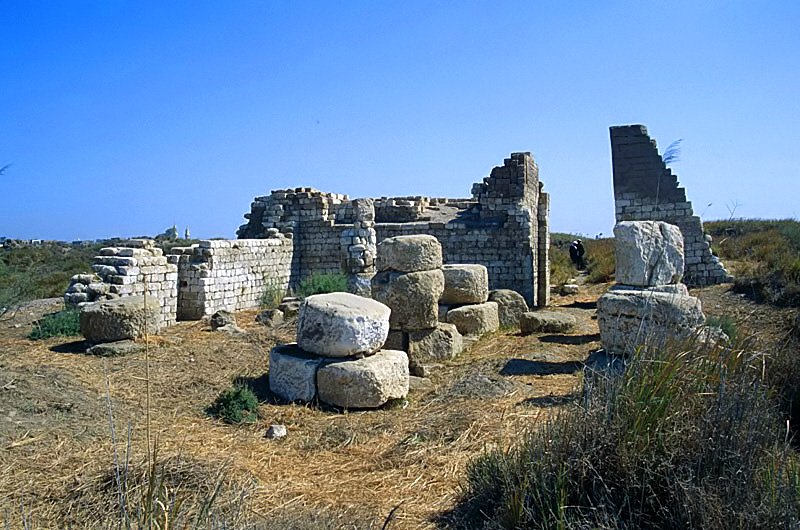
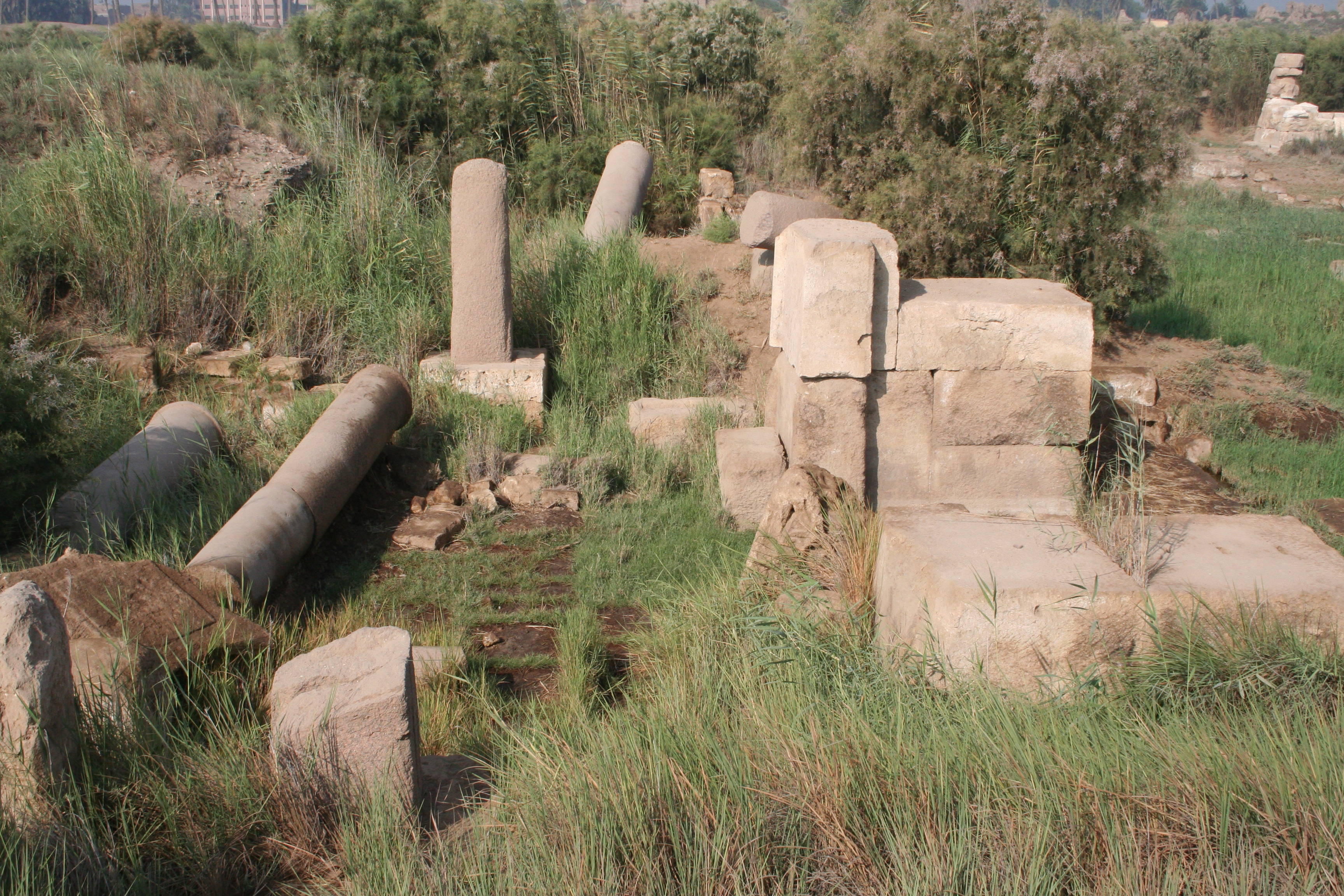
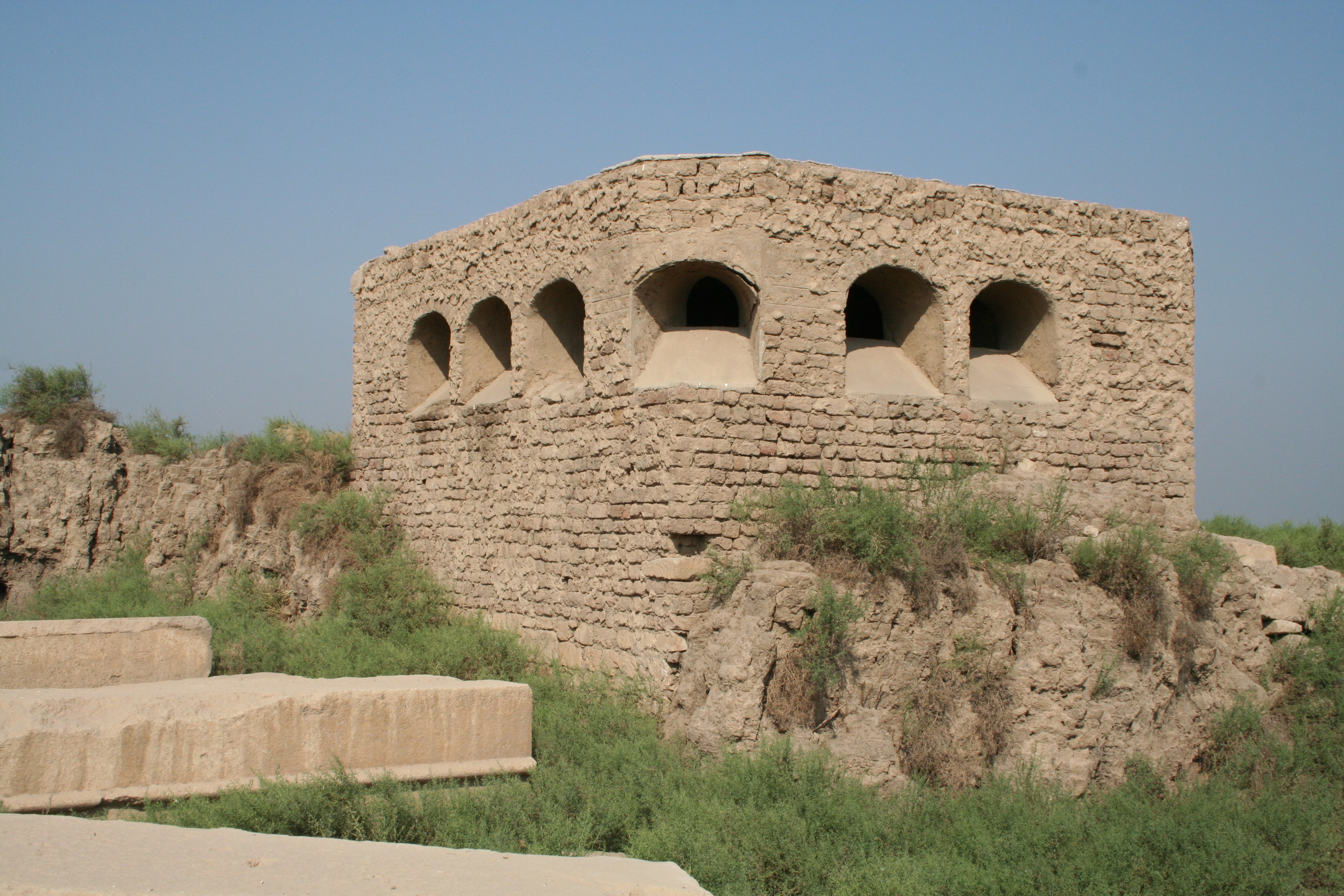
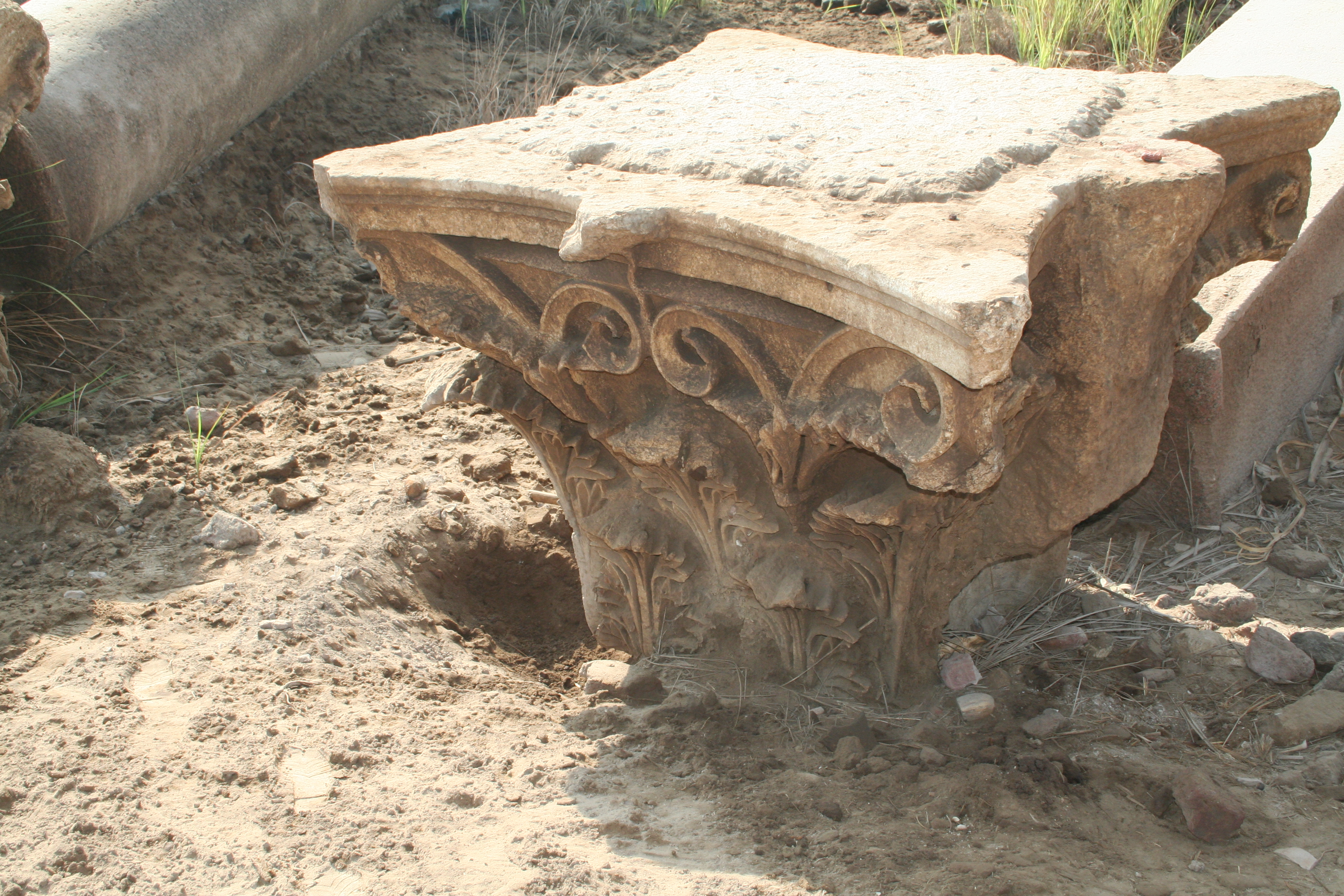
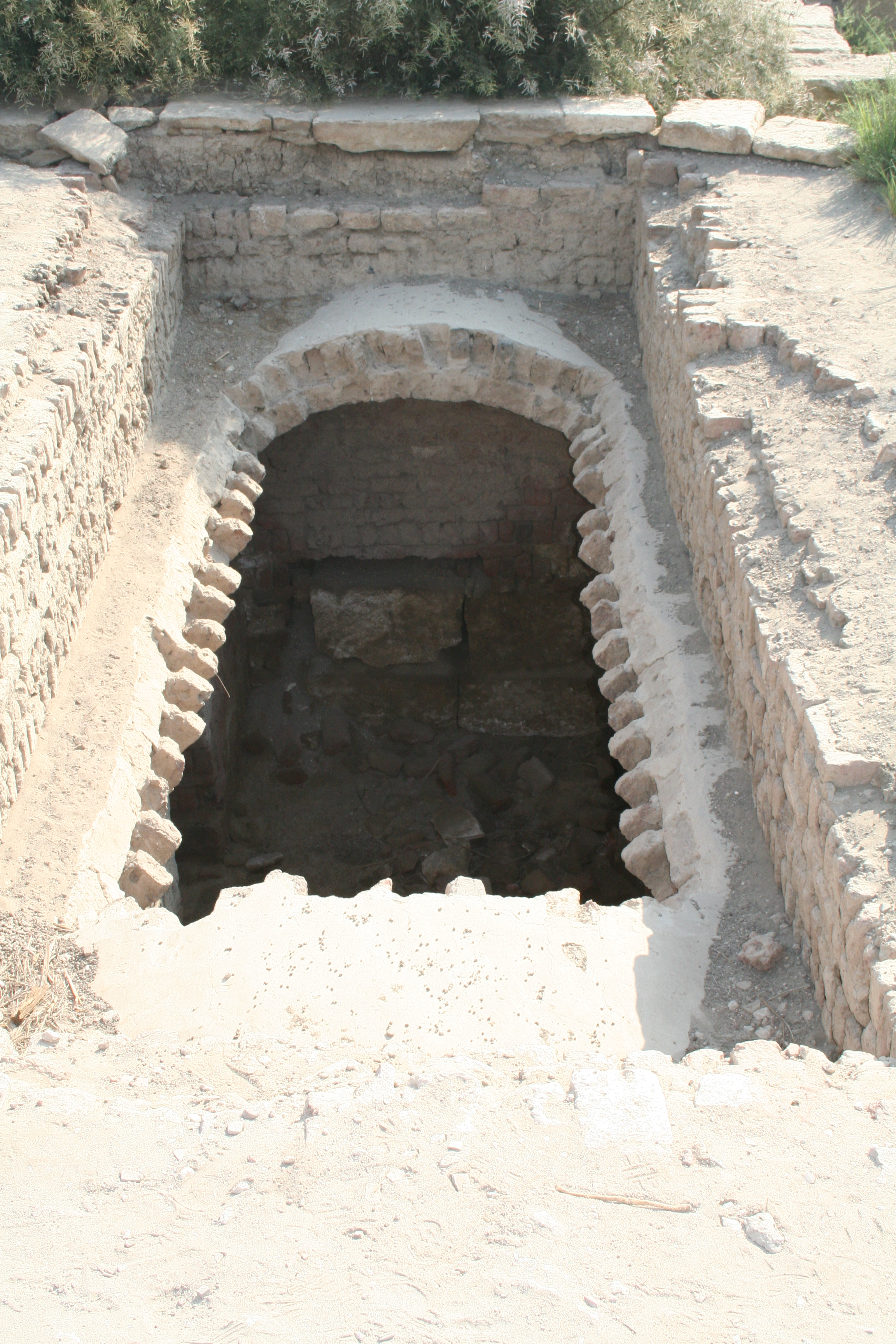
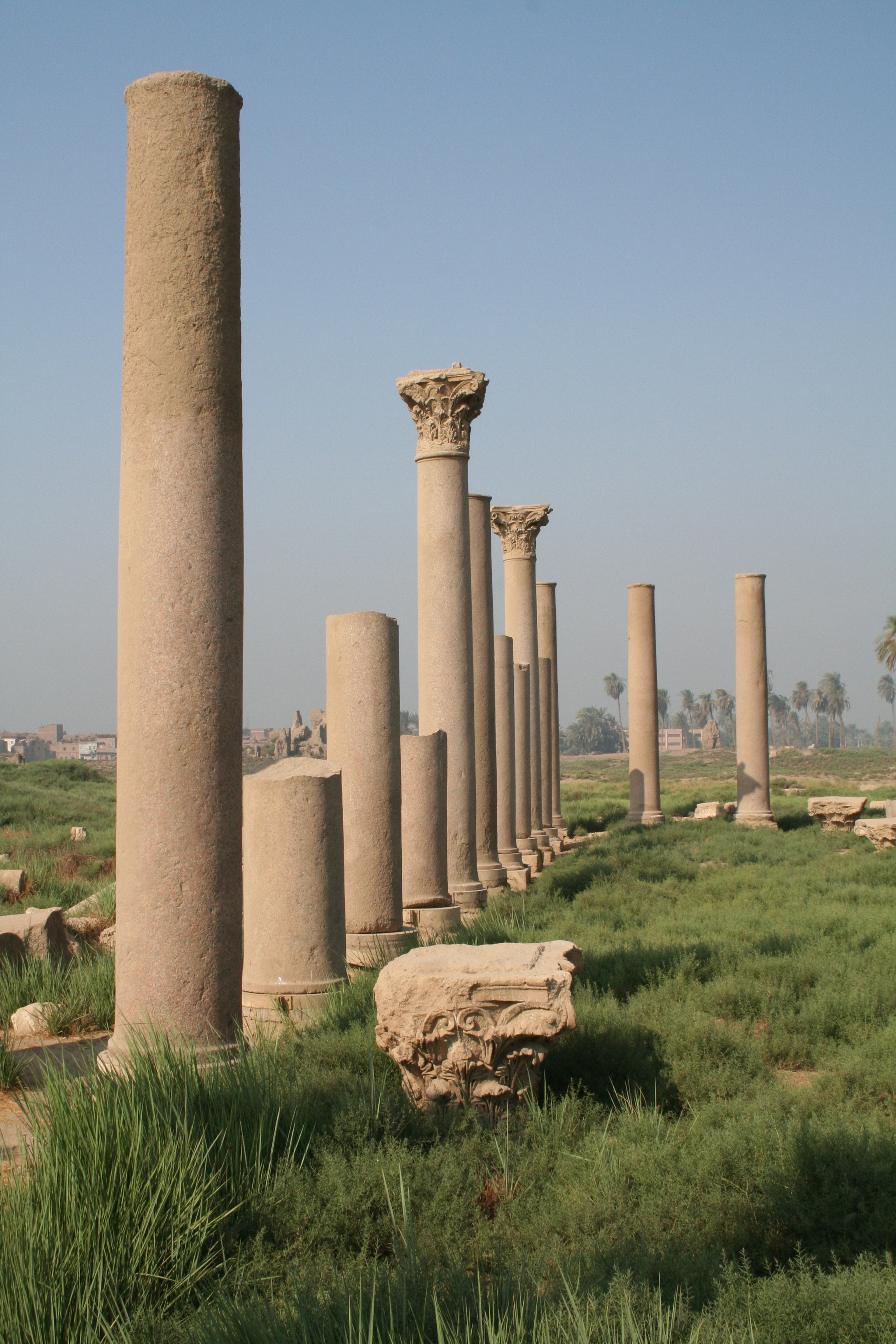
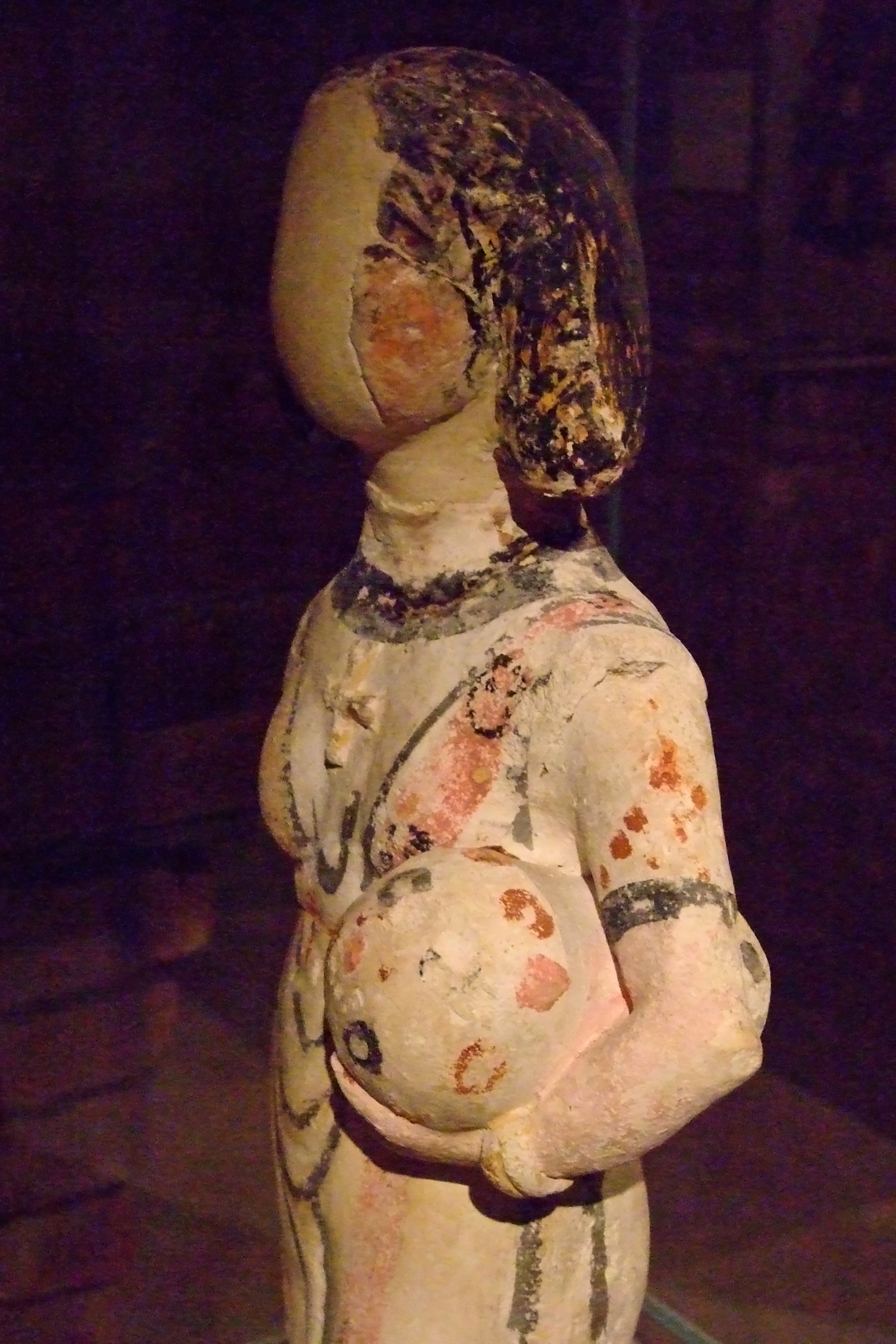
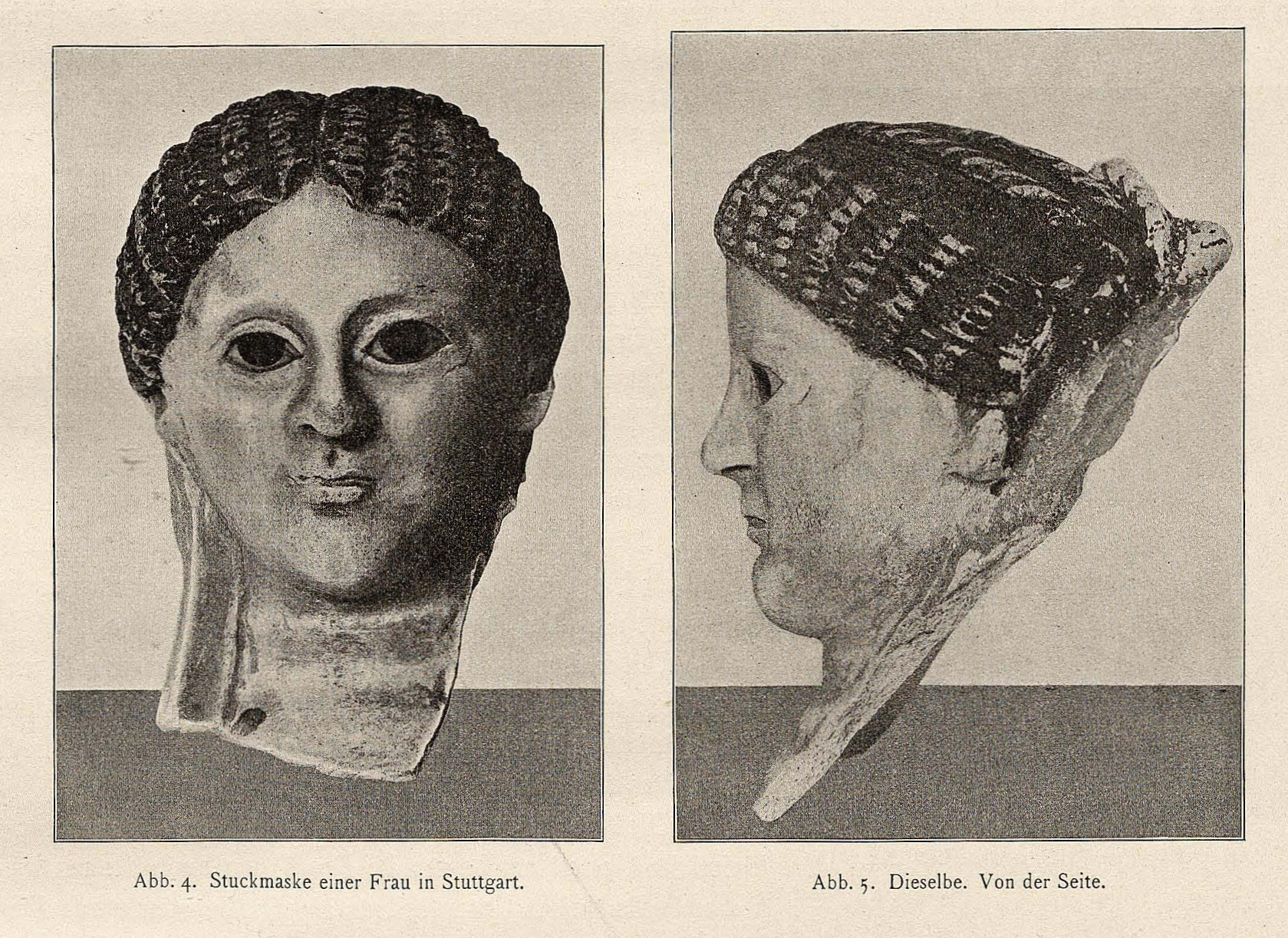
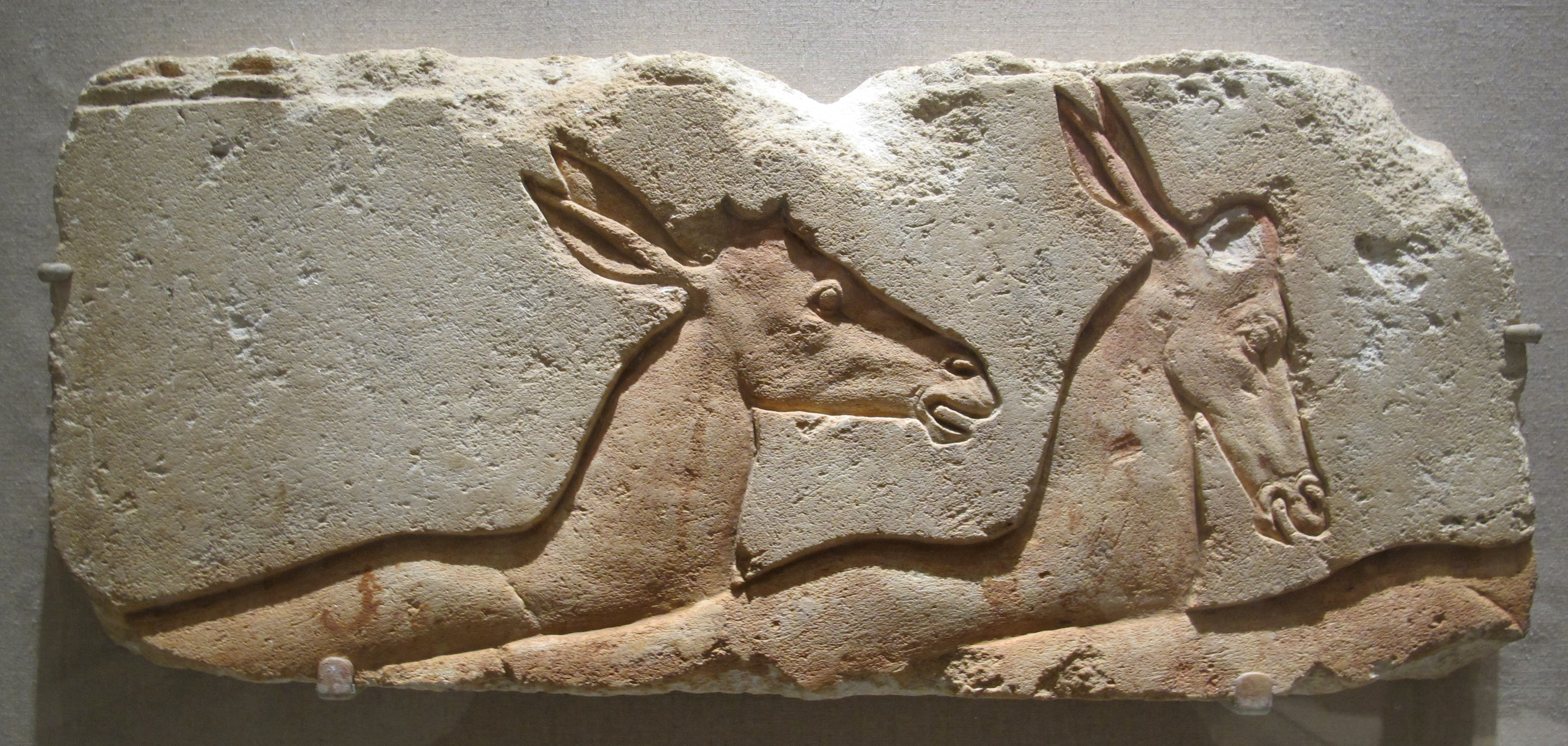
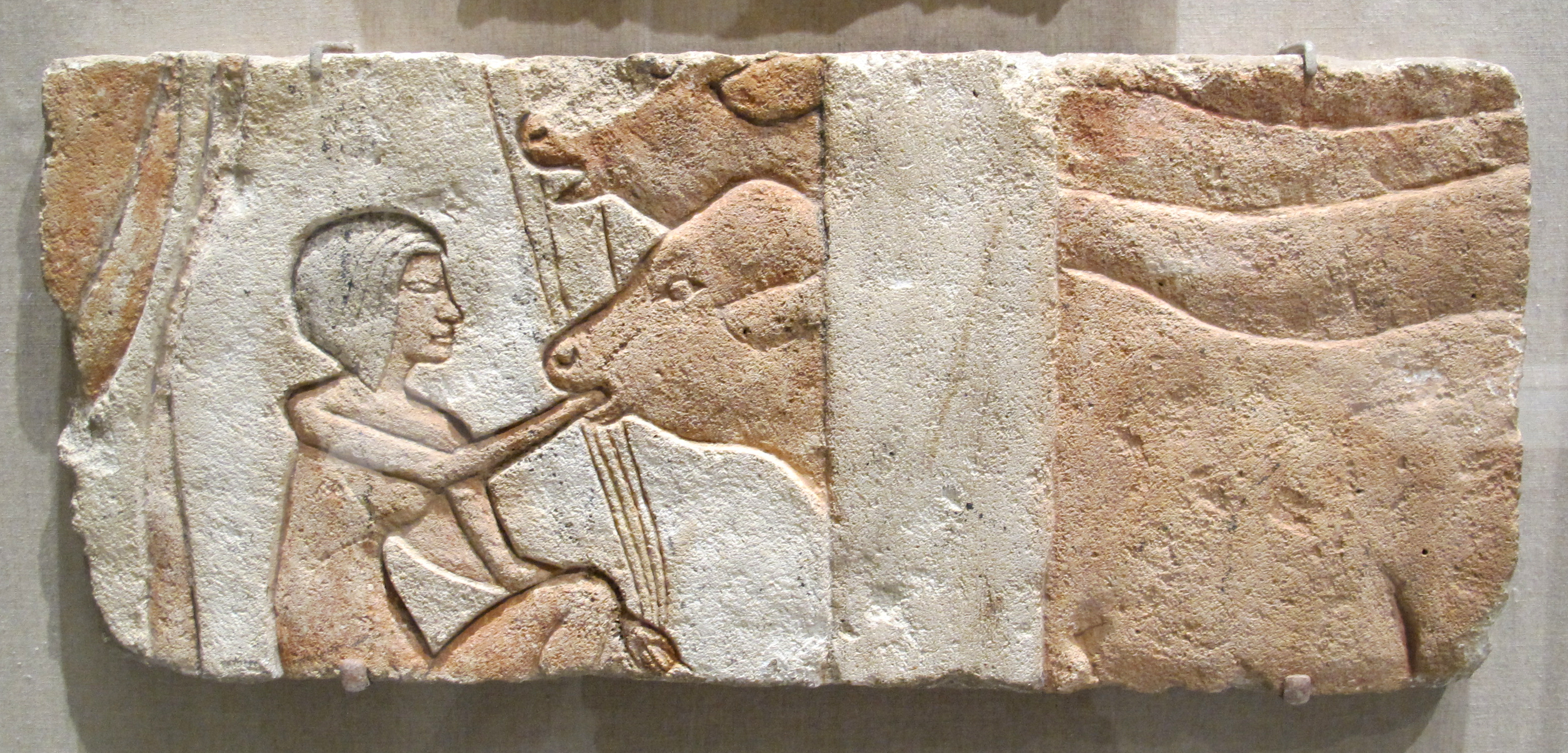